# یواس‌اس انتاریو (۱۸۱۲)
یواس‌اس انتاریو (۱۸۱۲) (به انگلیسی: USS Ontario (1812)) یک کشتی بود. این کشتی در سال ۱۸۱۲ ساخته شد.